# Aeroportul Tyonek
Aeroportul Tyonek (IATA: TYE, FAA LID: TYE) este un aeroport din Alaska, Statele Unite ale Americii ce deservește zona Tyonek⁠(d). Aeroportul a fost tranzitat în 2019 de 2.988 de pasageri. A fost numit după zona deservită.
Situat la o altitudine de 34 m, aeroportul dispune de 1 pistă.

## Infrastructură

### Piste
Aeroportul dispune de o singură pistă. Pista 18/36 are suprafața de pietriș și dimensiunile 3.000 picioare × 90 picioare. 